# Jonathan Goldstein (Schauspieler)
Jonathan Goldstein (* 4. Dezember 1964 in New York City) ist ein US-amerikanischer Schauspieler.

## Leben
Seit 1989 ist er als Schauspieler tätig. So erlangte er im Jahr 2004 eine Hauptrolle des Walter Nichols aus der Nickelodeon-Jugendserie Drake & Josh, wo er eine größere Bekanntheit erlangte. Er ist unter anderem auch in Filmen und Fernsehserien wie z. B. Navy CIS, The Riches und Grey’s Anatomy zu sehen.
In den letzten Jahren reiste Goldstein im Sommer nach Bowling Green in Kentucky, um Amateur-Jugendtheater zu inszenieren. Bisher hat er bei lokalen Produktionen von Romeo und Julia und The Crucible Regie geführt.

## Filmographie
- 2004–2007: Drake & Josh (Fernsehserie, 56 Episoden)
- 2005: The West Wing – Im Zentrum der Macht (Fernsehserie)
- 2008: Fröhliche Weihnachten, Drake & Josh (Jugendfilm)
- 2010: Criminal Minds (Fernsehserie, Episode 5x22)
- 2011: Navy CIS (Fernsehserie, Episode 8x12)
- 2020: Danger Force (Fernsehserie)